# Mastercam
Mastercam je CAD/CAM aplikace od americké firmy CNC Software, Inc z Connecticut. Je nejprodávanějším CAM systémem na světě (zdroj: CIMdata).
Mastercam je kompletní systém pro efektivní a přesné obrábění modelů, plošných modelů nebo drátové geometrie. Využívá zkušenosti získané z mnohaletého vývoje (více než 30 let) a řady poznatků mnoha uživatelů z praxe.
Mastercam funguje také jako základní platforma pro další nadstavby, jako jsou např. Octopuz, Verisurf ... Tyto nadstavby dramaticky rozšiřují Mastercam a jeho široké použití ve firmách. 

## Funkce
Mastercam zahrnuje programování obráběcích strojů v oblasti frézování, soustružení, drátového řezání, Router obrábění dřeva, ART a v neposlední řadě modul Octopuz pro programování průmyslových robotů na bázi CAM systému.

Frézování : 2,5D- 5osé stroje

Soustružení: základní, poháněné nástroje C+Y osa, více hlav, více vřeten, B osa

Drátové řezání: dvouosé i čtyř osé 

ART: umělecký design

Router: Obrábění dřeva (od sériového obrábění nábytku, po kusovou výrobu složitých součástí např. pro hudební nástroje, nebo historický nábytek)

Mastercam je otevřený systém, takže některé další světové firmy nad základem Mastercamu vyvinuly speciální aplikace jako nař.

Octopuz: interaktivní a uživatelsky jednoduché ovládání pro Offline programování robotů. Octopuz umožňuje přímé programování svařování, nástřiků, obrábění modelů, frézování forem, ohraňování výlisků, manipulace, zakládání výrobků do CNC strojů, simulace, editace pohybů robota ....

Některé podpůrné moduly se zabývají databázemi nástrojů, materiálů, řezných podmínek. V neposlední řadě i např. rozložením dílců na "plotnu" pro drátové řezání, Router, nebo jakékoliv jiné obrábění s maximálním využitím materiálu, kde může i hlídat např. strukturu materiálu.
Mastercam je dodáván v mnoha světových jazycích, včetně češtiny.

## Verze
V současné době (rok 2018) je Mastercam v distribuční řadě 2019. Systém je modulový, každé pracoviště je možno sestavit z potřebných modulů odpovídající potřebám zákazníka.